# Saison 6 d'Entourage
Chronologie
Saison 5 Saison 7
Cet article présente le guide des épisodes de la sixième saison de la série télévisée américaine Entourage.

## Distribution de la saison

### Personnages récurrents et invités
- Gary Cole : Andrew Klein[1]
- Jami Gertz : Marlo Klein[2]
- Autumn Reeser : Lizzie Grant[2]
- George Segal : Murray Berenson[3]
- Matt Letscher : Dan Coakley[4]
- William Fichtner : Phil Yagoda[4]
- Scott Caan : Scott Lavin[4]
- Alexis Dziena : Ashley Brooks

## Épisodes

### Épisode 1:Un nouveau départ
- États-Unis : 12 juillet 2009

 États-Unis : 3,4 millions de téléspectateurs
- France : date inconnue

- Gary Cole (Andrew Klein)
- Emmanuelle Chriqui (Sloan McQuewick)
- Amelia Jackson-Gray (Amy)
- Nikki Griffin (la fille avec Eric)
- Cassidy Lehrman (Sarah Gold)
- David Bowe (Scott)
- Beverly D'Angelo (Barbara Miller)
- Jamie-Lynn Sigler (elle-même)
- Jay Leno (lui-même)
- Debi Mazar (Shauna Roberts)
- Lucas Ellin (Jonah Gold)
- Brian Sher (Bradley)

### Épisode 2:Le Grand Soir
- États-Unis : 19 juillet 2009

- Gary Cole (Andrew Klein)
- Emmanuelle Chriqui (Sloan McQuewick)
- Alexis Dziena (Ashley Brooks)
- Amelia Jackson-Gray (Amy)
- Jami Gertz (Marlo Klein)
- Autumn Reeser (Lizzie Grant)
- Azita Ghanizada (Kelly)
- Jamie-Lynn Sigler (elle-même)
- Andrew Levitas (Gregg)
- Rico E. Anderson (reporter)
- Benjamin Centoducati (lui-même)
- Gal Gadot (le rencard de Vince)

### Épisode 3:Le Blues de la trentaine
- États-Unis : 26 juillet 2009

- Alexis Dziena (Ashley Brooks)
- Bow Wow (Charlie Williams)
- Louis Lombardi (Ronnie)
- Camille Saviola (la mère de Turtle)
- Janet Varney (Amy Miller)
- Jamie-Lynn Sigler (elle-même)
- 50 Cent (lui-même)
- Lucas Ellin (Jonah Gold)
- Alicia Sixtos (Betty)
- Drake Kemper (Gary)
- David Storrs (Steve)
- Sarah Edwards (Tammy)

### Épisode 4:Quiproquo
- États-Unis : 2 août 2009

- Gary Cole (Andrew Klein)
- Alexis Dziena (Ashley Brooks)
- Jami Gertz (Marlo Klein)
- Autumn Reeser (Lizzie Grant)
- Cassidy Lehrman (Sarah Gold)
- Emily Paul (Nikki)
- David Schwimmer (lui-même)
- Jamie-Lynn Sigler (elle-même)
- Edward Burns (lui-même)
- Timothy Busfield (lui-même)
- Lucas Ellin (Jonah Gold)
- Frank Maharajh (Raj)
- A.J. Hammer (lui-même)
- Susan Paley Abramson (elle-même)
- Debi Mazar (Shauna Roberts)

### Épisode 5:Entre gentlemen
- États-Unis : 9 août 2009

- Emmanuelle Chriqui (Sloan McQuewick)
- Alexis Dziena (Ashley Brooks)
- Cassidy Lehrman (Sarah Gold)
- Mark Wahlberg (lui-même)
- Jeffrey Tambor (lui-même)
- Jamie-Lynn Sigler (elle-même)
- George Segal (Murray Berenson)
- Tom Brady (lui-même)
- Lucas Ellin (Jonah Gold)

### Épisode 6:Les Mensonges d'Eric
- États-Unis : 16 août 2009

- Gary Cole (Andrew Klein)
- Alexis Dziena (Ashley Brooks)
- Emmanuelle Chriqui (Sloan McQuewick)
- Jami Gertz (Marlo Klein)
- Matt Letscher (Dan Coakley)
- Branden Williams (lui-même)
- Beverly D'Angelo (Barbara Miller)
- Jamie-Lynn Sigler (elle-même)
- Timothy Busfield (lui-même)
- Steve Nash (lui-même)
- George Segal (Murray Berenson)
- Lucas Ellin (Jonah Gold)
- Candice Patton (l'assistante de Coakley)
- Autumn Reeser (Lizzie Grant)

### Épisode 7:Drama Queen
- États-Unis : 23 août 2009

- Scott Caan (Scott Lavin)
- Kate Mara (Brittany)
- Jamie-Lynn Sigler (elle-même)
- Bob Saget (lui-même)
- George Segal (Murray Berenson)
- Natasha Hall (Natasha)
- Candice Patton (l'assistante de Coakley)
- Stephen Ramsey (l'armurier)
- Matt Letscher (Dan Coakley)

### Épisode 8:Les Notes de Sorkin
- États-Unis : 30 août 2009

- Alexis Dziena (Ashley Brooks)
- Emmanuelle Chriqui (Sloan McQuewick)
- Jami Gertz (Marlo Klein)
- Kate Mara (Brittany)
- Beverly D'Angelo (Barbara Miller)
- Aaron Sorkin (lui-même)
- Peter Stormare (Aaron Cohen)
- Gary Cole (Andrew Klein)
- Autumn Reeser (Lizzie Grant)
- Marisa Saks (la coorganisatrice de la fête de Sloan)

### Épisode 9:Alerte Rouge
- États-Unis : 13 septembre 2009

- Jordan Belfi (Adam Davies)
- Gary Cole (Andrew Klein)
- Frank Darabont (lui-même)
- Alexis Dziena (Ashley Brooks)
- Zac Efron (lui-même)
- Darcy Fowers (Lori)
- Jana Kramer (Brooke)
- Inbar Lavi (Sadie)
- Ash Nair (l'étudiant indien)
- Kyle Quesnoy (Curtis Tucker)
- Peter Stormare (Aaron Cohen)
- Sterling Sulieman (Craig)

### Épisode 10:Tout a une fin
- États-Unis : 20 septembre 2009

- Sergei Zelinsky (un acteur de Five Towns)
- Lauren Michelle Alexander (Stacy)
- Jordan Belfi (Adam Davies)
- Gina Comparetto (Ricky)
- Preston Davis (Jeff)
- Alexis Dziena (Ashley Brooks)
- William Fichtner (Phil Yagoda)
- Jana Kramer (Brooke)
- Matt Letscher (Dan Coakley)
- Kate Mara (Brittany)
- Ash Nair (l'étudiant indien)
- Candice Patton (l'assistante de Coakley)
- Cynthia Quiles (une actrice de Five Towns)
- Brandon Quinn (Tom)
- Brad Schmidt (lui-même)
- Christopher Shand (Keith)
- Jamie-Lynn Sigler (elle-même)
- Rachel Specter (Rozzie)

### Épisode 11:La Chance de toute une vie
- États-Unis : 27 septembre 2009

- Scott Caan (Scott Lavin)
- Gary Cole (Andrew Klein)
- Amber Lancaster (Tara)
- Kate Mara (Brittany)
- Barrett Foa (Matt Wolpert)
- Jamie-Lynn Sigler (elle-même)
- Beverly D'Angelo (Barbara Miller)
- Melinda Clarke (elle-même)
- David Faustino (lui-même)
- Dean Cain (lui-même)
- William Fichtner (Phil Yagoda)
- Jordan Belfi (Adam Davies)
- Skoti Collins (le cameraman de l'audition)
- Preston Davis (Jeff)
- Doug Ellin (le réalisateur à l'audition)
- Jonathan Keltz (Jake Steinberg)
- Malcolm McDowell (Terrance McQuewick)

### Épisode 12:C'est pour les gosses
- États-Unis : 4 octobre 2009

- Matt Damon (lui-même)
- LeBron James (lui-même)
- Gary Cole (Andrew Klein)
- Emmanuelle Chriqui (Sloan McQuewick)
- Malcolm McDowell (Terrance McQuewick)
- Jordan Belfi (Adam Davies)
- Bono (lui-même)
- Skoti Collins (le cameraman de l'audition)
- Beverly D'Angelo (Barbara Miller)
- Preston Davis (Jeff)
- Doug Ellin (le réalisateur à l'audition)
- Hollis Doherty (fille de la compagnie aérienne)
- Nora Dunn (Dr Marcus)
- William Fichtner (Phil Yagoda)
- Jana Kramer (Brooke)
- Terasa Livingstone (hôtesse de l'air)
- Turk Matthews (l'assistant de Lloyd)
- Jamie-Lynn Sigler (elle-même)